# Valeriano Casanueva Picazo
Valeriano Casanueva Picazo (Madrid, 1889-Toulouse, 1941) fue un abogado del Estado español y diputado del PSOE en las Cortes republicanas. Fue director general de lo Contencioso y secretario de la Real Academia de Jurisprudencia y Legislación.

## Biografía
Madrileño de origen, procedía de una familia arraigada en Salamanca, en cuya provincia tenía tierras. Formó parte de la comisión jurídica asesora del Consejo de Ministros para la redacción del anteproyecto de Constitución de la República. Resultó elegido diputado socialista por Salamanca en las elecciones de febrero de 1936, dentro del Frente Popular después de que se anulara el acta del cedista Ramón Olleros Gregorio. Casanueva, adscrito al socialismo largo-caballerista, tuvo escasa actividad parlamentaria, ya que se dedicaba más al desempeño de los altos cargos que ocupó. 
Los otros diputados del Frente Popular por Salamanca fueron Casto Prieto Carrasco (Izquierda Republicana) y José Andrés y Manso (PSOE), ambos asesinados por los sublevados en julio de 1936. También resultó elegido en esas elecciones el médico Filiberto Villalobos.
Durante la Guerra Civil fue subsecretario de Estado en 1936 y poco después cónsul general de España en Odesa (Ucrania, Unión Soviética), hasta 1939. En Salamanca se le incoó un proceso de responsabilidades políticas por el régimen franquista de resultas del cual se le embargaron sus bienes en esa provincia, valorados en 88.515 pesetas.
Exiliado en Francia, falleció en Toulouse a los 52 años de edad.